# Hoefler Text
Hoefler Textは、Jonathan Hoeflerによるオールドスタイル・セリフの欧文フォントで、先進的な書体技術を披露するショーケースとして1991年にApple Computerが発表した。本文に適した汎用性の高いフォントとして、GaramondやJansonなどの古典的なフォントを参考にしている。
Hoefler Textは、System 7.5（日本語版は「漢字Talk 7.5」）以降のClassic Mac OS、macOSのすべてのバージョンに搭載されている。Hoeflerの会社であるHoefler & Co.（旧称Hoefler & Frere-Jones）は、この書体の開発を継続しており、幅広いバリエーションを開発して販売している 。
Hoefler Textは、デスクトップ・パブリッシングの成長期に、すべてのMacに無料で提供され、印刷文書の作成が劇的に容易になった時代に、それまでプロの印刷業者だけが関心を寄せていた書体の機能に対する認識を高めた 。『ニューヨーク・マガジン』は2014年に「多くのフォントマニアを生み出すのに貢献した（helped launch a thousand font obsessives）」と評している 。Hoefler Textは、2010年までウィキペディアのロゴに使用されていたが、Linux Libertineに変更された。

## タイポグラフィ機能
Hoefler Textには、自動合字挿入、本物のスモールキャピタル、オプションのオールドスタイル数字、本物の上付き文字や下付き文字、歴史的な丸いsや長いs、「彫刻文字」の大文字（中抜き文字、engraved capitals）やスウォッシュなどの文字をオプションで挿入するなど、当時の高度な機能が組み込まれており、現在ではフォントデザイナーの標準となっている。Hoefler Textには、アラベスクのモチーフを含むマッチしたオーナメントフォント（Hoefler Text Ornaments）もある。OpenTypeで代替文字が一般的になるまでは、本文と調和するようデザインされたオールドスタイル数字を含む数少ない標準搭載フォントであった。
Hoefler & Co.はHoefler Textにタイポグラフィ機能を追加し、現在の商用リリースには3種類のウェイト（Mac に搭載されているレギュラーとブラックの他に、さらにボールドウェイトを追加している） と2組の彫刻文字、そしてより細身でディスプレイ用のHoefler Titlingが含まれている。これらはクロスプラットフォームのOpenTypeフォーマットでリリースされており、Macだけでなくあらゆる最新のコンピュータで使用できる。

## ギャラリー
- Hoefler TextのMacにバンドルされているバージョンのタイポグラフィ機能。商用版では（表示されているブラックよりも細い）ボールドウェイトが追加され、彫刻文字のもう一つの細いデザインが追加されている。
- 赤字はHoefler Textの合字・代替文字。